# Episodi di Craig (prima stagione)
La prima stagione della serie animata Craig, composta da 40 episodi, è stata trasmessa negli Stati Uniti, da Cartoon Network, dal 30 marzo 2018 all'11 marzo 2019.
In Italia è stata trasmessa dal 24 settembre 2018 al 3 settembre 2019 su Cartoon Network.
| Nº | Titolo originale              | Titolo italiano             | Prima TV USA     | Prima TV Italia   |
| -- | ----------------------------- | --------------------------- | ---------------- | ----------------- |
| 1  | Itch To Explore               | In esplorazione             | 30 marzo 2018    | 25 settembre 2018 |
| 2  | You're It                     | Il gioco del Ce l'hai       | 30 marzo 2018    | 24 settembre 2018 |
| 3  | Jessica Goes to the Creek     | Jessica al ruscello         | 31 marzo 2018    | 26 settembre 2018 |
| 4  | The Final Book                | L'ultimo libro              | 31 marzo 2018    | 28 settembre 2018 |
| 5  | Too Many Treasures            | La pila di rifiuti          | 31 marzo 2018    | 27 settembre 2018 |
| 6  | Wildernessa                   | La natura selvaggia         | 2 aprile 2018    | 1º ottobre 2018   |
| 7  | Sunday Clothes                | Il vestito buono            | 6 aprile 2018    | 2 ottobre 2018    |
| 8  | Escape From Family Dinner     | La cena di famiglia         | 9 aprile 2018    | 3 ottobre 2018    |
| 9  | Monster In The Garden         | L'orto del nonno            | 13 aprile 2018   | 4 ottobre 2018    |
| 10 | The Curse                     | Il ruscello stregato        | 16 aprile 2018   | 5 ottobre 2018    |
| 11 | Dog Decider                   | Scelte difficili            | 20 aprile 2018   | 9 ottobre 2018    |
| 12 | Bring Out Your Beast          | La carta letale             | 23 aprile 2018   | 10 ottobre 2018   |
| 13 | Lost in the Sewers            | La regina delle fogne       | 27 aprile 2018   | 11 ottobre 2018   |
| 14 | The Future is Cardboard       | La città di cartone         | 30 aprile 2018   | 8 ottobre 2018    |
| 15 | The Brood                     | L'invasione delle cicale    | 7 maggio 2018    | 12 ottobre 2018   |
| 16 | Under the Overpass            | Simboli misteriosi          | 9 luglio 2018    | 15 ottobre 2018   |
| 17 | The Invitation                | Uno strano invito           | 9 luglio 2018    | 16 ottobre 2018   |
| 18 | Vulture's Nest                | Il concerto                 | 9 luglio 2018    | 17 ottobre 2018   |
| 19 | Kelsey Quest                  | La missione di Kelsey       | 9 luglio 2018    | 18 ottobre 2018   |
| 20 | Jpony                         | JPony                       | 9 luglio 2018    | 19 ottobre 2018   |
| 21 | Ace of Squares                | I Quattro Quadrati          | 20 agosto 2018   | 18 febbraio 2019  |
| 22 | Doorway to Helen              | Passaggio interdimensionale | 21 agosto 2018   | 20 febbraio 2019  |
| 23 | The Last Kid in the Creek     | Dove sono finiti tutti?     | 22 agosto 2018   | 19 febbraio 2019  |
| 24 | The Climb                     | La scalata                  | 23 agosto 2018   | 21 febbraio 2019  |
| 25 | Big Pinchy                    | Il gambero di fiume gigante | 24 agosto 2018   | 22 febbraio 2019  |
| 26 | The Kid From 3030             | Un amico dal futuro         | 1º ottobre 2018  | 25 febbraio 2019  |
| 27 | Power Punchers                | Amici di lotta              | 2 ottobre 2018   | 26 febbraio 2019  |
| 28 | Creek Cart Racers             | La corsa del ruscello       | 3 ottobre 2018   | 27 febbraio 2019  |
| 29 | Secret Book Club              | Il club segreto del libro   | 4 ottobre 2018   | 28 febbraio 2019  |
| 30 | Jextra Perrestrial            | JP l'extraterrestre         | 5 novembre 2018  | 29 febbraio 2019  |
| 31 | The Takeout Mission           | Missione da asporto         | 6 novembre 2018  | 6 maggio 2019     |
| 32 | Dinner at the Creek           | Cena al ruscello            | 7 novembre 2018  | 8 maggio 2019     |
| 33 | Jessica's Trail               | Sulle tracce di Jessica     | 8 novembre 2018  | 7 maggio 2019     |
| 34 | Bug City                      | La città degli insetti      | 28 gennaio 2019  | 9 maggio 2019     |
| 35 | Deep Creek Salvage            | Cercatori d'Oro             | 4 febbraio 2019  | 13 maggio 2019    |
| 36 | The Shortcut                  | Il grande caldo             | 11 febbraio 2019 | 10 maggio 2019    |
| 37 | Dibs Court                    | Il tronco è mio             | 18 febbraio 2019 | 14 maggio 2019    |
| 38 | The Great Fossil Rush         | Gli scout aiutano sempre    | 25 febbraio 2019 | 15 maggio 2019    |
| 39 | The Mystery of the Timekeeper | Il mistero della Segnatempo | 4 marzo 2019     | 3 settembre 2019  |
| 40 | Alone Quest                   | Avventura solitaria         | 11 marzo 2019    | 16 maggio 2019    |

## In esplorazione
- Titolo originale: Itch To Explore
- Scritto da: Madeline Queripel

### Trama
Scoprendo che c'è una parte non mappata del Ruscello al centro di Poison Ivy Grove, Craig si propone di avventurarsi per diventare una "leggenda" tra i suoi coetanei. Tuttavia, nel suo percorso si rende conto che qualcosa lo sta perseguitando attraverso l'edera velenosa.